# 菅寿子
- 菅寿子[1][2]
- 菅壽子[3][4]

菅 寿子（すが ひさこ、1909年〈明治42年〉5月20日 - 1994年〈平成6年〉12月3日）は、日本の福祉活動家、社会事業家。神奈川県厚木市の社会福祉法人・紅梅会の元理事長、紅梅会で女性の知的障害者（精神薄弱者）を対象とする入所施設である紅梅学園の創立者、元園長。「女子精薄者の母」「女性知的障害者の母」と呼ばれる。夫は小説家・編集者の菅忠雄。東京市下谷区（後の東京都台東区）龍泉寺町出身、私立佐藤高等女学校（現・女子美術大学付属高等学校）卒業。旧姓は鶴田。

## 経歴
炭問屋の7人兄弟の長女として誕生。重度の知的障害者の末弟が滋賀の知的障害児施設である近江学園に引き取られ、同学園の女子部を目にしていたことが、後の人生に大きく影響を及ぼした。女学校を卒業後に結核で入院し、退院後の療養生活中に菅忠雄と知り合い、1931年（昭和6年）に結婚。神奈川県鎌倉町（後の鎌倉市）二階堂で新婚生活を送り、一男一女に恵まれた。
忠雄が結核で仙台に入院後、妹の勧めで看護婦と産婆の資格取得を決意。私立横浜産婆学校と私立横浜中央看護婦学校の卒業を経て、1939年（昭和14年）に東京都立産院に勤務した。忠雄と義父の菅虎雄の没後、終戦後の1945年（昭和20年）に産院を辞任し、自宅で産院を開いた。しかし戦後の混乱や産児制限政策の影響で、1954年（昭和29年）に廃業した。
同1954年、知的障害者のために生涯を捧げることを決意した。先述の弟を案ずる実父の依頼で、知的障害者施設や親の会を見て回り、成人の知的障害者に居場所がないことを痛感したためであった。また、かつて近江学園女子部を目にしていた経験と、看護婦としての経験をいかすとの考えでもあった。近江学園創設者の糸賀一雄の強い後押しもあり、同年8月、周囲の反対を押し切る形で鎌倉の自宅を開放し、成人女子を対象とした知的障害者収容施設・紅梅学園を設立した。成人女子のための知的障害者施設は日本初であった。対象者を女性に限定した理由は、狭い家で男女が雑魚寝するわけにはいかないと、後に菅は語っている。
設立当初、入園金をとらず、月謝も金銭苦の相手から無理に取り立てることはなく、また当時は公的支援がないこともあって、経済事情は火の車であった。実家の土地の地代を維持費にあて、金策のために家族の衣服や家財道具を質に入れ、夫の形見や貴重な蔵書すら売り払った。後に菅は当時の状況を「どん底」と語り、後年に数々の賞を受けて名を成した後も、借金取りを相手に床に頭を擦り付けて謝る夢を見て目を覚ますことがあったという。学園が手狭になって1966年（昭和41年）に厚木に園舎が建設された際には、夫や義父の文学界での人脈で、朝比奈宗源や川端康成らが支援し、これが新聞に掲載されたことで読者からも寄付が寄せられ、義父の教え子たちが後援会を組織して後々まで学園を支えるに至った。
学園においては、園生たちの個性と能力に応じた生活指導、職業訓練にあたった。生活指導の指針としては、言葉と女らしさを重要視した。常にズボンではなくスカートを着用させ、知的障害者であっても女性らしさを忘れることのないよう努めさせた。食事でも、食器は割れにくいプラスチックではなく敢えて陶器製の物を用い、物を大事に扱うことを教えた。何か1つ覚えるだけでも難儀する園生たちに対し、根気良く愛情をもって寄り添った。保護者たちからは、学園が一つの家庭のようとの声も上がっていた。
昭和40年代にはオランダのデン・ハーグで開催された世界精薄者会議に出席、ヨーロッパや東南アジア各地の知的障害者施設を視察を経て、福祉に関する多くの知識を吸収した。その成果として紅梅学園で、八丈島への旅行、大阪の日本万国博覧会の見学、ハワイ旅行など、知的障害者には到底無理と思われた多くの新企画を実現させた。特にハワイ旅行は、パスポート取得には自筆のローマ字でのサインが必要な時代であったため、代筆の許可を得るために奔走し、さらにビザ取得のため、知的障害者の入国を門前払いするアメリカ大使館に対し、何度も足を運んで理解を求めた菅の努力の賜物だった。
1963年（昭和38年）、同年に発足した神奈川県精神薄弱者愛護協会（後の神奈川県知的障害施設団体連合会）の初代会長に就任した。1965年（昭和40年）、精神薄弱者福祉法（後の知的障害者福祉法）施行5周年記念大会において、神奈川県知事より感謝状を受けた。
1994年12月3日、鎌倉の自宅で長男に看取られつつ死去。同月、従六位に叙された。

## 評価
菅の紅梅学園設立は、経験も資力もなく、ただ知的障害者と生活を共にしたいという情熱によるものであったが、多くの苦難を乗り越えて学園を築き上げたのは、その知的障害者福祉に対する情熱、あらゆる困難に立ち向かう不屈の精神によるものと評価されている。
また、紅梅学園は自由契約として設立されたが、自由契約施設は法の不備を補い、社会の需要を掘り起こす、開拓者精神にあふれたものといえること、および平成期の知的障害者関連の法的施設体系は紅梅学園の設立以降に確立されていったものといえることから、菅の功績は大との評価もある。

## 受賞歴
- 1975年（昭和50年） - 第9回吉川英治文化賞[8][5][23]
- 1982年（昭和57年） - 神奈川県民功労賞[8]
- 1985年（昭和60年） - 厚生大臣賞[8]
- 1987年（昭和62年） - 勲五等宝冠章[3][8]
- 1989年（平成元年） - 日本精神薄弱者愛護協会 愛護福祉賞[3][8]
- 1993年（平成5年） - 第42回神奈川文化賞[4]
- 横須賀市より社会福祉関係者等表彰[注釈 1]

## 主な著作
- 菅寿子歌集『風にあそぶ』、新星書房〈沃野叢書243〉、1999年[25][26]。

寄稿『沃野』
- 「特選集 / 菅壽子他」第18巻第198号、1963年8月、doi:10.11501/7974672。
- 「沃野作品I」第44巻第11号 (513)、1989年11月、doi:10.11501/7974987。
- 柳沢登美子、菅寿子「富小路禎子『短歌研究賞』受賞の会」第47巻第12号 (550)、1992年12月、doi:10.11501/7975027。
- 菅寿子、栗城永好、荒木富美子、神谷冴子、阿部綾、笹沼貴美「批評」第54巻第10号 (632)、1999年10月、doi:10.11501/7975109。
- 鈴木美江子、鶴田順子、笹沼貴美、菅寿子、阿部綾「批評」第55巻第2号 (636)、2000年2月、doi:10.11501/7975113。